# Harbour Glacier (glaciär i Antarktis, lat -77,03, long 162,90)
Harbour Glacier är en glaciär i Antarktis. Den ligger i Östantarktis. Nya Zeeland gör anspråk på området. Harbour Glacier ligger 180 meter över havet.
Terrängen runt Harbour Glacier är varierad. Havet är nära Harbour Glacier norrut. Trakten är obefolkad. Det finns inga samhällen i närheten.